# Thomas Roffler (Politiker)
Thomas Roffler (* 22. Oktober 1971 in Grüsch) ist ein Schweizer Landwirt und Politiker (SVP). Er ist Mitglied des Bündner Kantonsrats.

## Leben und Beruf
Thomas Roffler ist verheiratet und Vater von drei Kindern. Am Plantahof absolvierte er die Ausbildung zum Landwirten. 2015 wurde er zum Präsidenten des Bündner Bauernverbandes gewählt und hat Einsitz im Vorstand des Schweizer Bauernverbandes. 2023 wurde er als Nachfolger von Ernst Bachmann in den Verwaltungsrat der Milchhandelsorganisation Mooh gewählt.

## Politik
Thomas Roffler ist seit 2003 im Gemeindevorstand von Grüsch vertreten, wo er für die Landwirtschaft zuständig ist. Zudem wurde er am 15. Mai 2022 in den Grossrat des Kantons Graubünden gewählt.